# Walther Rimarski

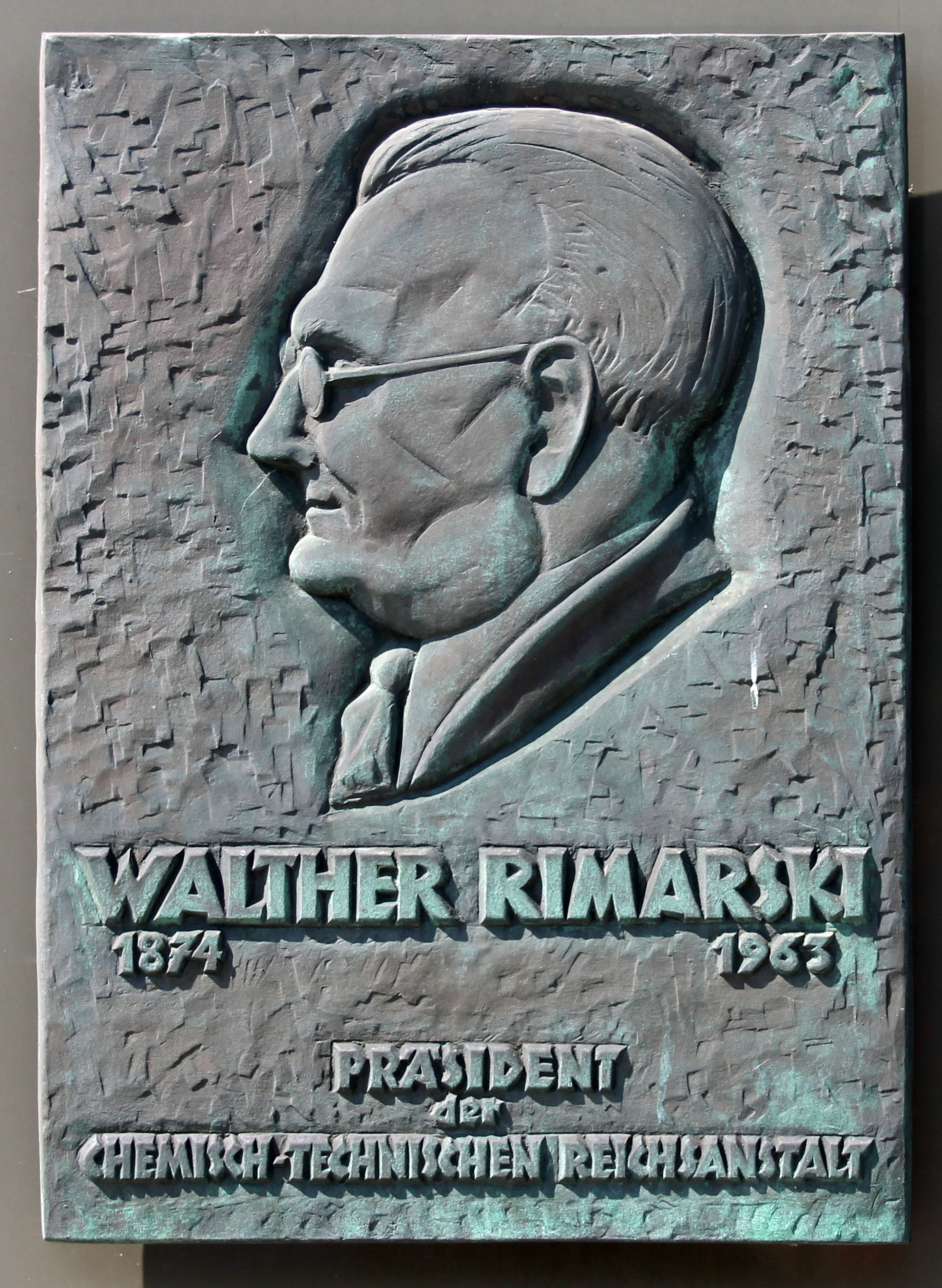
Gedenktafel auf dem Gelände der Bundesanstalt für Materialforschung und -prüfung, Unter den Eichen 87, Berlin-Lichterfelde

Walther Rimarski (* 7. August 1874 Bialla, Ostpreußen; † 24. Dezember 1963 in Berlin-Halensee) war ein deutscher Chemiker. Er war Präsident der Chemisch-Technischen Reichsanstalt in Berlin.

## Leben
Rimarski studierte Chemie an der  TH Charlottenburg. 1897 wurde er Mitglied des Corps Borussia Berlin. 1903 wurde er an der Albertus-Universität Königsberg zum Dr. phil. promoviert. In der Weimarer Republik war er viele Jahre Präsident der Chemisch-Technischen Reichsanstalt (CTR), einer Nachfolgeeinrichtung des 1889 gegründeten Militärversuchsamtes. Mit Maximilian Pfender, dem späteren Präsidenten der BAM, organisierte er den Wiederaufbau des (früher: Königlichen) Staatlichen  Materialprüfungsamtes (MPA, 1919–1945), das  1954 mit den zivilen Überresten der CTR zur Bundesanstalt für Materialprüfung (BAM) verschmolzen wurde.
Im Jahr 1944 erhielt er die Goethe-Medaille für Kunst und Wissenschaft.
Walther Rimarski starb 1963 im Alter von 89 Jahren in Berlin und wurde auf dem Waldfriedhof Zehlendorf beigesetzt. Das Grab ist nicht erhalten.
Er war wohl verwandt mit Julius Rimarski.

## Schriften
- Acetylen in sicherheitstechnischer Hinsicht. Carl Marhold Verlagsbuchhandlung, Halle 1925